# Berghausen (Gummersbach)
Berghausen is een stadsdeel van de gemeente Gummersbach in de Oberbergischer Kreis in Duitsland. Berghausen ligt tussen Scheel en Nochen. Berghausen hoort bij het traditionele gebied van het Nederfrankische dialect Limburgs. 
Berghausen ligt aan de Uerdinger Linie. 